# Archieparquía de Winnipeg
La archieparquía de Winnipeg (en latín: Archieparchia Vinnipegen(sis) Ucrainorum y en inglés: Ukrainian Catholic Archeparchy of Winnipeg) es una circunscripción eclesiástica greco-católica ucraniana de la Iglesia católica en Canadá, sede metropolitana de la provincia eclesiástica de Winnipeg de los ucranianos. La archieparquía tiene al archieparca Lawrence Daniel Huculak, O.S.B.M. como su ordinario desde el 11 de julio de 2016. 
En el Anuario Pontificio la Santa Sede usa el nombre Winnipeg degli Ucraini y en el sitio web de la Iglesia greco-católica ucraniana el nombre utilizado es en ucraniano: Вінніпезька.

## Territorio y organización
La archieparquía extiende su jurisdicción sobre los fieles de rito bizantino greco-católico ucraniano residentes en la provincia de Manitoba y la parte del Nunavut situada al norte de ella.
La sede de la archieparquía se encuentra en la ciudad de Winnipeg, en donde se halla la Catedral de los Santos Vladimiro y Olga.
La archieparquía tiene como sufragáneas a las eparquías de: Edmonton, New Westminster,Saskatoon y Toronto.

### Parroquias
En 2020 en la archieparquía existían 98 parroquias agrupadas en 3 decanatos:
Winnipeg Deanery
- Sts Volodymyr and Olga Cathedral en Winnipeg, Manitoba
- Blessed Virgin Mary the Protectress en Winnipeg
- Holy Eucharist en Winnipeg
- Holy Family en Winnipeg
- Holy Ghost en Winnipeg
- St. Andrew en Winnipeg
- St. Anne en Winnipeg
- St. Basil the Great en Winnipeg
- St. Josaphat en Winnipeg
- St. Joseph en Winnipeg
- St. Michael en Winnipeg
- St. Nicholas en Winnipeg
- Ss. Peter & Paul en Winnipeg

Selkirk-Interlake Deanery
- Descent of the Holy Ghost en Beausejour, Manitoba. El párroco tiene al cuidado la iglesia de Exaltation of the Holy Cross en Elma, y las cerradas: Ss. Peter & Paul (en Cloverleaf), Holy Ascension (en Hadashville), St. Demetrius (en Ladywood), St. John the Baptist (en Lowland) y Nativity of the Blessed Virgin Mary (en Sadlow).
- Sts. Peter & Paul en Thalberg
- Immaculate Conception en Dugald, Manitoba
- Sacred Heart of Jesus en Gimli, Manitoba. El párroco tiene el cuidado de las iglesias de: Sacred Heart of Jesus en Arborg, Ss. Peter & Paul en Arnes, Nativity of the Blessed Virgin Mary en Dnister, St. Nicholas en Fisher Branch, St. Michael the Archangel en Foley, Sacred Heart of Jesus en Fraserwood, Ss. Peter & Paul en Fraserwood, St. John the Baptist en Hamrlick, Holy Trinity en Komarno, Patronage of the BVM en Malonton, Assumption of the BVM en Meleb, Exaltation of the Holy Cross en Polson, St. Nicholas en Poplarfield, Nativity of the BVM en Rembrandt, St. John the Baptist en Silver, Transfiguration en Sylvan, Ss. Peter & Paul en Winnipeg Beach y Transfiguration en Zbruch, También las iglesias cerradas de: St. Demetrius en Bjarmi, St. Demetrius en Chatfield, St. Michael en Red Rose, All Saints en Riverton, Annunciation en Sky Lake y St. Michael en St. Martin.
- Holy Eucharist en Selkirk, Manitoba. El párroco tiene el cuidado de las iglesias de: Holy Trinity en Gonor, St. John the Baptist en Poplar Park, Blessed Virgin Mary the Protectress en Selkirk East.
- Iglesias de South Manitoba al cuidado de un mismo párroco en Winnipeg: St. John the Baptist en Caliento, Nativity of the BVM en Caliento, Blessed Virgin Mary the Protectress en Lonesand, Ss. Peter & Paul en Pansy, Holy Eucharist en Rosa, St. Michael en Sarto, Holy Trinity en Stuartburn, Ascension of our Lord Jesus Christ en Sundown, Sacred Heart of Jesus en Tolstoi, St. Demetrius en Vita y Assumption of the Blessed Virgin Mary en Zhoda.
- Protection of Blessed Virgin Mary en Lockport, Manitoba

Dauphin Deanery
- Nativity of the Blessed Virgin Mary en Brandon, Manitoba. El párroco tiene el cuidado de la iglesia Assumption of the Blessed Virgin Mary en Portage la Prairie, Manitoba
- Holy Resurrection en Dauphin, Manitoba. El párroco tiene el cuidado de las iglesias de: St. John the Baptist en Fork River, St. John the Baptist en Horyn, St. Nicholas en Keld, Blessed Virgin Mary the Protectress en Meadowlands, St. Josaphat en Sifton, Presentation of the Mother of God en Toutes Aides, Ss. Peter & Paul en Valley River, Ss. Vladimir & Olga en Valley River, Nativity of the Blessed Virgin Mary en Weiden, Ss. Peter & Paul en Rorketon, Holy Ascension en Winnipegosis, y la cerrada de Nativity of the Blessed Virgin Mary en Winnipegosis.
- Ss. Peter & Paul en Ethelbert, Manitoba. El párroco tiene el cuidado de las iglesias de: Holy Ghost en Cowan, St. John the Baptist en Garland, Ss. Vladimir and Olga en Pine River, Holy Ascension en Pulp River y Patronage of the Blessed Virgin Mary en Rhodes.
- Iglesias de Benito & Swan River al cuidado de un mismo párroco en Kamsack: Descent of the Holy Spirit en Benito y All Saints en Swan River.
- Sacred Heart of Jesus en Gilbert Plains, Manitoba. El párroco tiene el cuidado de las iglesias de: St. Demetrius en Drifting River, St. Elias en Grandview, Holy Trinity en Grifton, Sts. Peter and Paul en Kelwood, Holy Trinity en Mink Creek, Ascension of Our Lord en Petlura, Holy Eucharist en Riding Park, Holy Transfiguration en Roblin, St. Michael en Roblin, St. Michael the Archangel en Venlaw y Holy Ghost en Zoria.
- St. John the Baptist en Neepawa, Manitoba. El párroco tiene el cuidado de las iglesias de: St. George en Alonsa, Blessed Virgin Mary the Protectress en Elphinstone, Scared Heart of Jesus en Erickson, Ss. Peter & Paul en Glenella, Blessed Virgin Mary the Protectress en Glenhope, Holy Eucharist en Horod, Holy Ascension en Minnedosa, St. Mary's en Mountain Road, St. Nicholas en Ozerna, Holy Ghost en Sandy Lake, Dormition of the Blessed Virgin Mary en Scandinavia y Ascension of our Lord en Shortdale.
- Sacred Heart of Jesus en Rossburn, Manitoba. El párroco tiene el cuidado de las iglesias de: Ss. Vladimir and Olga en Angusville, St. Peter en Birtle, St. John the Baptist en Dolyny, Holy Ghost en Lakedale, Holy Eucharist en Oakburn, St. Michael en Olha, Assumption of the Blessed Virgin Mary en Russell, Holy Ascension en Ruthenia, Assumption of the Blessed Virgin Mary en Seech, St. Josaphat en Shoal Lake y la cerrada de Holy Spirit en Solsgirth.

## Historia
En los años 1891 a 1893 comenzaron a llegar emigrantes ucranianos a Canadá. Cuando la segunda ola de inmigración desde Ucrania llegó a Canadá en 1896, 27 familias fundaron la primera comunidad en Winnipeg. De ellos surgieron entre 1898 y 1915 quince iglesias y parroquias. El primer sacerdote greco-católico ucraniano en Canadá, Nestor Dmytriw, estableció parroquias en 1897-1898 en Terebowla y Stuartburn (Manitoba) y en Edna (Alberta).
El exarcado apostólico de Canadá para los fieles del rito oriental (Rutheni ritus fidelibus in regione Canadensi) fue erigido el 15 de junio de 1912 con el breve Officium supremi del papa Pío X.

Nos, auditis VV. FF. NN. S. R. E. Cardd. Congregationi praepositis de Fide Propaganda pro negotiis Rituum Orientalium, omnibusque rei momentis diligentissime perpensis, spiritualem fidelium Ruthenorum in Canadensi regione degentium adsistentiam, Episcopo Rutheni ritus demandandam esse existimavimus. Quae cum ita sint, apostolica Nostra auctoritate, praesentium vi, perpetuumque in modum, Motu proprio deque certa scientia et matura deliberatione Nostris, fidelium Ruthenorum in Canadensi regione nunc et in posterum degentium spiritualem adsistentiam, Rutheni ritus Episcopo committimus; ea tamen servata lege: I. Ut Episcopus Ruthenus plenam iurisdictionem personalem exerceat in omnes fideles Rutheni ritus in praedicta regione commorantes, sub dependentia dumtaxat venerabilis fratris Apostolici Delegati. II. Ut ipse Episcopus Ruthenus residentiam suam ordinariam in urbe « Winnipeg » sibi constituat.

El 19 de enero de 1948, mediante la bula Omnium cuiusvis ritus del papa Pío XII, cedió el territorio correspondiente a las provincias de Columbia Británica y Alberta para la erección del exarcado apostólico de Canadá Occidental (hoy eparquía de Edmonton) y el territorio correspondiente a las provincias de Ontario, Quebec, Nueva Escocia, Terranova y Labrador y la Isla del Príncipe Eduardo para la erección del exarcado apostólico de Canadá Oriental (hoy eparquía de Toronto de los ucranianos). Al mismo tiempo, asumió el nombre de exarcado apostólico de Canadá Central.

... de apostolicae Nostrae potestatis plenitudine, unicum hucusque episcopalem Ordinariatum seu Exarchatum pro Ruthenis in Canadensi ditione degentibus in tres dividimus partes, quarum una Exarchatum Apostolicum Ruthenorum Ditionis Canadensis Centralis efformabit, cuius sedes in Winnipeg urbe, ubi hucusque erat praefati unici Exarchatus sedes, etiam in posterum manebit; eiusque Exarchus super Ruthenos, in civilibus provinciis vulgo Manitoba et Saslcatchewan et in finitimis septentrionalibus regionibus commorantes, iurisdictionem habebit; illius vero cathedram in ecclesia SS. Wladimiri et Olgae, in eadem Winnipeg urbe extante figimús.

El 10 de marzo de 1951 mediante la bula De Ruthenorum del papa Pío XII, cedió el territorio correspondiente a la provincia de Saskatchewan para la creación del exarcado apostólico de Saskatoon (hoy eparquía de Saskatoon) y cambió su nombre a exarcado apostólico de Manitoba.

Nos vero, audito venerabili Fratre Nostro S. R. E. Cardinali S. Congregationis pro Ecclesia Orientali a Secretis, omnibus mature perpensis, et maius dominici gregis bonum prae oculis habentes, certa scientia ac de apostolicae Nostrae potestatis plenitudine ab Exarchatu Apostolico Ruthenorum in Ditione Canadensi Centrali territorium separamus, cuius fines iidem erunt ac limites Provinciae Saslccttchewan et territoria ad septentrionem exstantia, et illud in novum erigimus et constituimus Exarchatum Apostolicum pro fidelibus Ruthenis Provinciae Saskatchewan nuncupandum.

El 3 de noviembre de 1956 como resultado de la bula Hanc Apostolicam del papa Pío XII el exarcado fue elevado al rango de archieparquía metropolitana y tomó su nombre actual.

Quod Nos S. Congregationis propositum omnino probantes, et eorum consensum supplentes qui aliquod ius in negotio habeant, de Nostra suprema auctoritate ea quae sequuntur decernimus et iubemus. In regione Canadia novam provinciam ecclesiasticam constituimus pro fidelibus Ruthenis Byzantini ritus ibi commorantibus, quae has sedes comprehendet: Winnipegensem, Edmontonensem, Torontinam et Saskatoonensem, adhuc Exarchatus Apostolicos. Ex quibus Ecclesiis, Winnipegensem ad gradum et honorem metropolitanae Sedis evehimus, ceteras in Eparchiae formam redigimus, datis iuribus et privilegiis unicuique earum congruentibus, servatis praescriptis ac legitimis consuetudinibus Orientalis Ecclesiae propriis ; Praesulibus vero quibus hae circumscriptiones regendae credentur, etiam onera obligationesque pro cuiusque dignitate imponimus. Eparchias, praeterea, metropolitanae Sedi Winnipegensi subdimus, cui tamquam suffraganeae oboedient; quod idem de earundem Eparchis decernimus, qui suo Metropolitae subicientur. Ceterum, hae Litterae Nostrae a venerabili Fratre Apostolico in Canadia Delegato ad effectum deducentur ; cui omnes agendae rei potestates facimus, cuilibet viro delegandas, si visum, dummodo in ecclesiastica dignitate constituto.

## Estadísticas
De acuerdo al Anuario Pontificio 2021 la archieparquía tenía a fines de 2020 un total de 4949 fieles bautizados.
| Año                                                                             | Población            | Población | Población      | Sacerdotes | Sacerdotes    | Sacerdotes    | Bautizados por sacerdote | Diáconos permanentes | Religiosos | Religiosos | Parroquias |
| Año                                                                             | Bautizados católicos | Total     | % de católicos | Total      | Clero secular | Clero regular | Bautizados por sacerdote | Diáconos permanentes | Varones    | Mujeres    | Parroquias |
| ------------------------------------------------------------------------------- | -------------------- | --------- | -------------- | ---------- | ------------- | ------------- | ------------------------ | -------------------- | ---------- | ---------- | ---------- |
| 1949                                                                            | 107 355              | 1 630 000 | 6.6            | 90         | 70            | 20            | 1192                     |                      | 30         | 62         | 22         |
| 1966                                                                            | 58 200               | 970 000   | 6.0            | 63         | 45            | 18            | 923                      |                      | 18         | 45         | 166        |
| 1970                                                                            | 60 000               | 1 000     | 6.0            | 59         | 46            | 13            | 1016                     | 2                    | 13         | 45         | 40         |
| 1976                                                                            | 60 000               | ?         | ?              | 46         | 41            | 5             | 1304                     | 5                    | 5          |            | 41         |
| 1980                                                                            | 55 000               | ?         | ?              | 56         | 38            | 18            | 982                      | 5                    | 18         | 30         | 42         |
| 1990                                                                            | 49 375               | ?         | ?              | 48         | 32            | 16            | 1028                     | 18                   | 17         | 46         | 35         |
| 1999                                                                            | 45 000               | ?         | ?              | 46         | 38            | 8             | 978                      | 21                   | 8          | 33         | 96         |
| 2000                                                                            | 12 550               | ?         | ?              | 45         | 35            | 10            | 278                      | 20                   | 10         | 26         | 99         |
| 2001                                                                            | 13 500               | ?         | ?              | 43         | 33            | 10            | 313                      | 19                   | 10         | 35         | 105        |
| 2002                                                                            | 33 490               | ?         | ?              | 46         | 37            | 9             | 728                      | 15                   | 9          | 28         | 105        |
| 2003                                                                            | 29 740               | ?         | ?              | 49         | 38            | 11            | 606                      | 15                   | 11         | 32         | 146        |
| 2004                                                                            | 29 740               | ?         | ?              | 50         | 34            | 16            | 594                      | 15                   | 16         | 27         | 144        |
| 2009                                                                            | 29 740               | ?         | ?              | 39         | 29            | 10            | 762                      | 14                   | 10         | 22         | 131        |
| 2010                                                                            | 29 740               | ?         | ?              | 43         | 32            | 11            | 691                      | 12                   | 11         | 23         | 136        |
| 2014                                                                            | 24 500               | ?         | ?              | 37         | 26            | 11            | 662                      | 13                   | 11         | 24         | 127        |
| 2017                                                                            | 4635                 |           |                | 38         | 29            | 9             | 121                      | 8                    | 10         | 24         | 98         |
| 2020                                                                            | 4949                 |           |                | 38         | 29            | 9             | 121                      | 8                    | 10         | 24         | 98         |
| Fuente: Catholic-Hierarchy, que a su vez toma los datos del Anuario Pontificio. |                      |           |                |            |               |               |                          |                      |            |            |            |

## Episcopologio
- Beato Nykyta Budka † (15 de julio de 1912-1927 renunció)
- Basile Vladimir Ladyka, O.S.B.M. † (20 de mayo de 1929-1 de septiembre de 1956 falleció)
- Maxim Hermaniuk, C.SS.R. † (1 de septiembre de 1956 por sucesión-16 de diciembre de 1992 retirado)
- Michael Bzdel, C.SS.R. † (16 de diciembre de 1992-9 de enero de 2006 retirado)
- Lawrence Daniel Huculak, O.S.B.M., desde el 9 de enero de 2006